# Zrínyiújvár

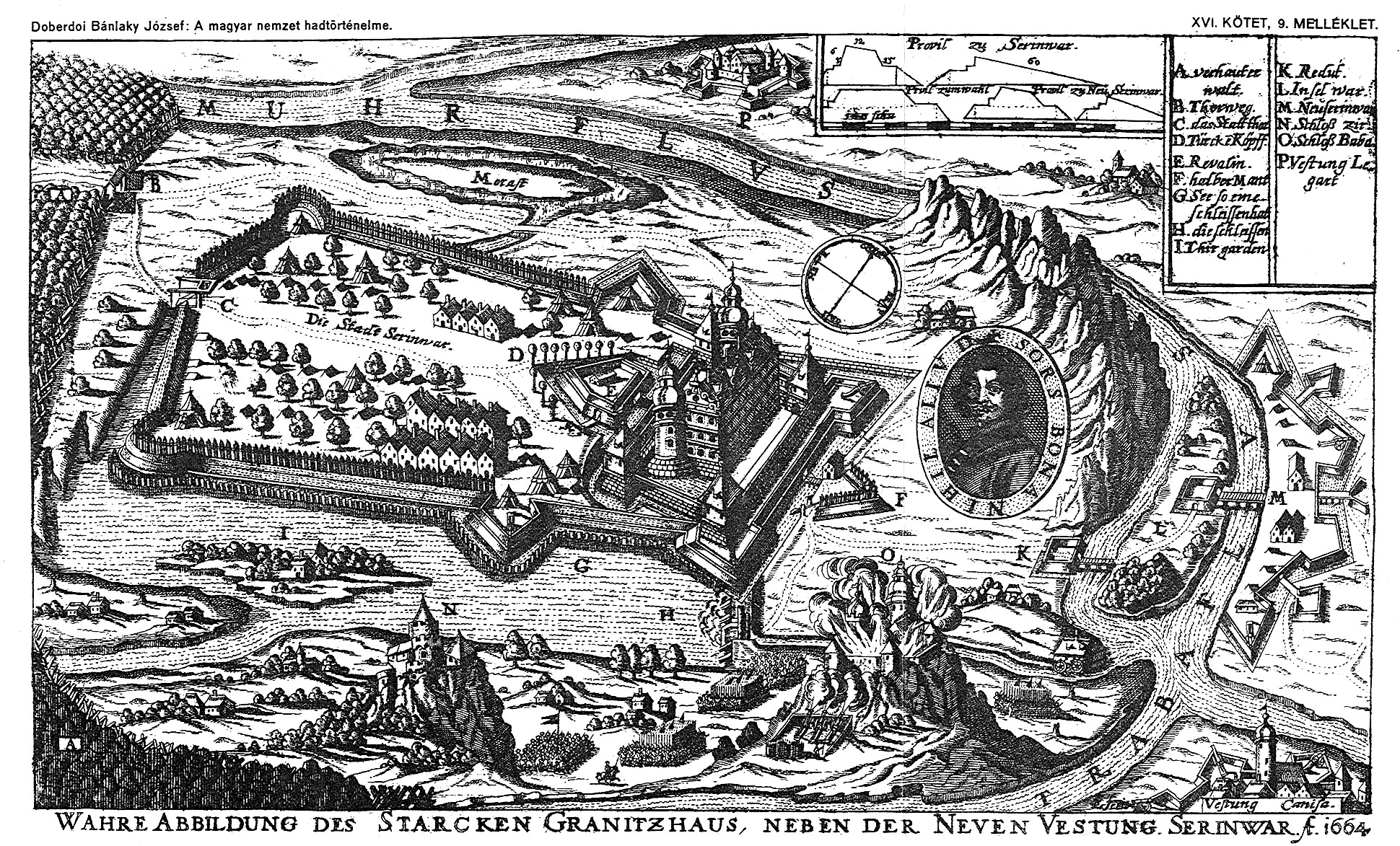
A vár egy 1665-ben készült német térképen

Zrínyiújvár, vagy más néven Új-Zrínyivár (horvátul Novi Zrin) egy Zrínyi Miklós magyar–horvát szabadsághős által épített erősség a Mura folyó mellett, a Somogy vármegyei Őrtilos külterületén (de a zalai Belezna vasúti megállóhelyétől közelíthető meg legkönnyebben). Jelenleg is végeznek területén régészeti feltárásokat.

## Története
A vár építését a bán azért kezdte el, hogy védelmet biztosítson a horvát területek, valamint a déli osztrák tartományok számára, alapítása azonban kifejezetten ellentétes volt a korábban megkötött békeszerződések előírásaival.
Zrínyi Miklós 1661-ben kezdte el építeni a várat egy németalföldi hadmérnökkel. A kanizsai törökök előzőleg terepfelméréseket végeztek egy 2000 fős sereggel, mert ők akartak itt egy újabb erősséget emelni; erre a bán hamar rájött, és meg kívánta előzni őket a szándékukban. A lassan felépülő várnak családja származási helye, Zríny után adta a nevét. Egy, a korábbiaknál sokkal komolyabb erődítményt kívánt létrehozni, mert a közelben álló Légrádnak nem kedveztek a környezeti és terepviszonyok, különösen tavasszal, amikor a Dráva áradása a vár alatt tetőzött. Ráadásul a török portyázóktól sem tudta olyan hathatósan védeni a Muraközt, Szlavóniát, a Dráva és a Száva közét, sőt még Stájerországot, Krajnát és Friault sem.
A vár pontos elhelyezkedése sokáig bizonytalan volt, de Montecuccoli császári generális 1664-es, a vár török ostromát megelőzően készített, a csapatai elhelyezkedését ábrázoló vázlat alapján helye viszonylag pontosan behatárolható.

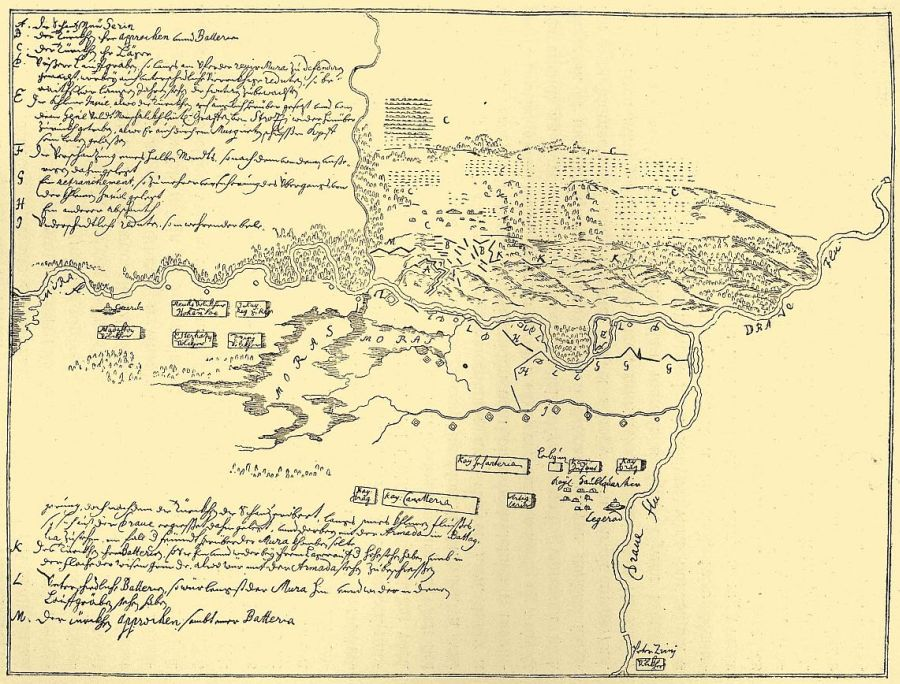
A vár elhelyezkedése Montecuccoli 1664-ben készült vázlatán

A vázlaton felismerhető a ma Principális-csatornaként ismert vízfolyás (a rajz felső szélétől lefelé kanyargó vízfolyás), amelynek bal partján, a Mura völgyének magaspartján található az erősség. A vázlatnak megfelelő helyen, amely Belezna község külterülete, kopjafás emlékhely található.
Zrínyi leginkább Muraköz a védelmét akarta erősíteni, valamint kiépíteni egy támaszpontot, amelyből kiindulva megkezdhetik Kanizsa visszafoglalását, s ahonnan további hadjáratokat indíthatnak a törökök uralta területre; egyébiránt a törököknek Kanizsával való összeköttetését is gátolta az új erősség. Zrínyiújvár ugyanakkor a hosszabb távú török portyázásokat is megakadályozta, melyek olykor az osztrák területeket is sújtották. Innen jobban figyelemmel tudták kísérni a török hadmozdulatokat, és azok ellen gyors ellenintézkedéseket tudtak tenni.
Habár a vár nem felelt meg a legkorszerűbb követelményeknek, s további építések lettek volna szükségesek, amit pénz hiányában nem lehetett megtenni, több funkcióját mégis sikeresen ellátta.
A vár építését a bécsi udvar a béke fenntartása érdekében hiába próbálta megtiltani, Zrínyi ennek ellenállt. A törökök is panaszt nyújtottak be, de mindhiába; 1661-ben született egy osztrák-török megállapodás a vár lerombolásáról, amelyre végül nem került sor. A konfliktus éleződésével Zrínyiújvár építését a törökök a névleges indokok között említették az 1663–1664. évi háború megindításakor.

## A vár ostroma
Kanizsa 1664. májusi, sikertelen ostroma után az egyesült keresztény seregek Zrínyiújvár alá vonultak el a beérkező Köprülü Ahmed nagyvezír vezette török fősereg elől. A haderő zöme átkelt a Mura folyón, hogy bevárja az észak felől érkező Raimondo Montecuccoli császári főparancsnok vezette seregeket. A várban kb. 1900 katona maradt, akik Horváth András kapitány vezetésével kíséreltek meg ellenállni a június első napjaiban megindított módszeres török ostromnak.  A felmentőként várt Montecuccoli hadai június 15-én érkeztek meg a vár közelébe, azzal a határozott paranccsal, hogy tartóztassa fel a török fősereget mindaddig, amíg a Duna mentén a Rábához nem érkeznek a Rajnai Szövetség egyesült erői, majd pedig visszavonulva csatlakozzon ahhoz. Ilyen körülmények között Montecuccoli nem avatkozott be Zrínyiújvár ostromába; magának Zrínyinek az ellenkezése dacára végül június 30-án úgy döntött, hogy kiürítteti és felrobbantja a várat, hogy az ne kerüljön a nagyvezír seregeinek kezébe. A parancs végrehajtása előtt azonban a janicsárok döntő rohamot vezényeltek, aminek a megzavarodott helyőrség nem tudott ellenállni, így a vár még aznap elesett. Az ostromnak 1266 védő esett áldozatául, köztük volt a vár kapitánya, Horváth András is. A nagyvezír július 7-én felrobbantotta a várat, amely eltűnt a föld színéről, soha nem építették újjá.
A Zrínyi Miklós Nemzetvédelmi Egyetem kutatásai szerint a vár Őrtilos és Belezna község között terült el.